# Мамырово
Мамырово — село Инзенского района Ульяновской области России. Входит в состав Валгусского сельского поселения.

## География
Находится у реки Аришка на расстоянии примерно 29 километров на северо-запад по прямой от районного центра города Инза. 

## История
Основано в XVII веке, при строительстве Карсунско-Симбирской черты, как солдатская слобода Мамырово.
В 1780 году, при создании Симбирского наместничества, деревня Мамыровка, при речке Арешке, пахотных солдат, вошла в состав Карсунского уезда.
В 1859 году д. Мамырова во 2-м стане по дороге из г. Карсуна в пригород Аргаш.
Из-за того что в деревне Мамырове не было своей церкви, то прихожане ходили в село Пятино.
В д. Мамырове школа грамоты была открыта в 1898 г. и помещалась в собственном здании.
В 1913 году в деревне было 120 дворов и 798 жителей.
В поздний советский период работал колхоз им. Мидинова.

## Население
Население составляло: на 1780 г. - 97 рев. душ, на 1859 г. - 362 чел., на 1900 г. в 58 дворах жило: 232 м. и 304 ж.; 16 человека в 2002 году (русские 100%), 3 по переписи 2010 года.